# Hans Köchler
Hans Köchler (Schwaz, Tirol, Áustria, 18 de outubro de 1948) é um professor de filosofia na Universidade de Innsbruck, na Áustria, e presidente da Organização Internacional do Progresso - uma organização não-governamental com estatuto consultivo na ONU. Köchler trabalhou durante muito tempo sobre a base filosófica das relações internacionais. Sua pesquisa em filosofia política e jurídica, combinado com o seu envolvimento com a ONU, resultou em propostas concretas para a democratização da ONU  e a criação um sistema viável de justiça penal internacional.
Na sua perspectiva filosófica e jurídica há influência de Husserl, Heidegger e Kelsen. Köchler fez grandes contribuições à fenomenologia  e antropologia filosófica , desenvolvendo uma hermenêutica da compreensão cultural que influenciou o discurso sobre o diálogo das civilizações, nomeadamente no que respeita às relações entre o Islã e o Ocidente.

## Biografia
Em seus anos de estudante, Hans Köchler estabeleceu contatos com intelectuais europeus como Hans-Georg Gadamer ,Ernst Bloch, Arthur Koestler e Karl Popper. Em 1972, Köchler é graduado como Doutor em Filosofia na Universidade de Innsbruck. Nessa década colaborou com o cardeal Karol Wojtyla, que seria o papa João Paulo II, no âmbito da Sociedade Internacional para a Fenomenologia. Nos anos de 1980 se envolveu em uma crítica do positivismo jurídico e desenvolveu uma teoria segundo a qual os direitos humanos são fundamentais na validade do direito internacional.
Atualmente, Köchler está mais envolvido em questões de ordem mundial - incluindo o papel e as bases filosóficas do diálogo civilizacional, e no que ele chamou de relação dialética entre o poder e o direito. Com base nessas reflexões, ele fez as principais propostas para a reforma da Organização das Nações Unidas, em particular o Conselho de Segurança.

## Obras
- Die Subjekt-Objekt-Dialektik in der transzendentalen Phänomenologie. Das Seinsproblem zwischen Idealismus und Realismus. (Monographien zur philosophischen Forschung, vol. 112.) Meisenheim a. G.: Anton Hain, 1974.
- Skepsis und Gesellschaftskritik im Denken Martin Heideggers. Monographien zur philosophischen Forschung, vol. 158. Meisenheim a. G.: Anton Hain, 1978.
- Philosophie – Recht – Politik. Abhandlungen zur politischen Philosophie und zur Rechtsphilosophie. Veröffentlichungen der Arbeitsgemeinschaft für Wissenschaft und Politik an der Universität Innsbruck, vol. 4. Vienna/New York: Springer-Verlag, 1985.
- (ed.) The Principles of Non-Alignment. London: Third World Centre, 1982.
- Phenomenological Realism. Selected Essays. Frankfurt a. M./Bern: Peter Lang, 1986.
- Politik und Theologie bei Heidegger. Politischer Aktionismus und theologische Mystik nach "Sein und Zeit." Veröffentlichungen der Arbeitsgemeinschaft für Wissenschaft und Politik an der Universität Innsbruck, vol. 7. Innsbruck: Arbeitsgemeinschaft für Wissenschaft und Politik, 1991.
- Democracy and the International Rule of Law. Propositions for an Alternative World Order. Selected Papers Published on the Occasion of the Fiftieth Anniversary of the United Nations. Vienna/New York: Springer-Verlag, 1995.
- Neue Wege der Demokratie. Demokratie im globalen Spannungsfeld von Machtpolitik und Rechtsstaatlichkeit. Vienna/New York: Springer-Verlag, 1998.
- Manila Lectures 2002. Terrorism and the Quest for a Just World Order. Quezon City (Manila): FSJ Book World, 2002.
- Global Justice or Global Revenge? International Criminal Justice at the Crossroads. Philosophical Reflections on the Principles of the International Legal Order Published on the Occasion of the Thirtieth Anniversary of the Foundation of the International Progress Organization. SpringerScience. Vienna/New York: Springer-Verlag, 2003. -- Indian edition published by the Indian Society of International Law. New Delhi: Manak Publications, 2005. -- Turkish edition: Istanbul: Manak, 2005.
- World Order: Vision and Reality. Collected Papers Edited by David Armstrong. Studies in International Relations, Vol. XXXI. New Delhi: Manak, 2009.